# Speocarcinus monotuberculatus
Speocarcinus monotuberculatus är en kräftdjursart som beskrevs av Felder och Rabalais 1986. Speocarcinus monotuberculatus ingår i släktet Speocarcinus, överfamiljen Xanthoidea, ordningen tiofotade kräftdjur, klassen storkräftor, fylumet leddjur och riket djur. Inga underarter finns listade i Catalogue of Life.